# Ittoqqortoormiit
Ittoqqortoormiit ou Illoqqortoormiut (« grande maison » en groenlandais), anciennement Scoresbysund en danois, est une localité groenlandaise située dans la municipalité de Sermersooq au bord du Scoresby Sund (Kangertittivaq en groenlandais), un immense fjord de la côte est du Groenland. Il est l'un des lieux habités les plus isolés de ce territoire : on le joint généralement par hélicoptère, car il n'est accessible par bateau que quelques jours par an. La population est composée de 355 habitants (2019).
Ittoqqortoormiit se trouve à quelques centaines de kilomètres au sud-est du parc national du Nord-Est du Groenland, qui est surveillé par des gardes-chasse se déplaçant en traineaux à chiens et qui se nomment la patrouille Sirius. Le lieu est connu pour sa flore et sa faune, qui comprend des ours polaires, des bœufs musqués, et des lions de mer.

## Histoire
Ittoqqortoormiit est situé à l'embouchure nord du fjord Scoresby Sund, le plus grand du monde. En 1822, l'explorateur et navigateur arctique William Scoresby fut le premier à cartographier la zone et donna son nom au fjord.
Ittoqqortoormiit a été fondé en 1925 par Ejnar Mikkelsen et 70 colons inuits (venus de l'ouest et de territoires plus au sud à l'est, sur l'île d'Ammassalik) débarqués du bateau Gustav Holm. La création du village par le Danemark répond aux prétentions norvégiennes sur ce territoire, riche en zones de chasse et de pêche.
Au début des années 1990, Ittoqqortoormiit compte 550 habitants et 1200 chiens de traîneau (indispensables pour la chasse), contre 360 personnes et 200 chiens en 2021. Malgré ce déclin démographique, l'activité touristique s'est développée, via l'entreprise Nanu Travel et le taux de motorisation des habitants a augmenté, de même que l'usage d'Internet ; un groupe Facebook rassemble ainsi la quasi-totalité des habitants. Le gouvernement du Groenland paie les billets d'avion de ceux qui souhaitent se rendre sur la côte ouest de l'île.
Jusqu'au 31 décembre 2008, le village fut le centre administratif de la municipalité d'Ittoqqortoormiit, qui fait à présent partie de la municipalité de Sermersooq.
Le village dispose d'un seul magasin, ravitaillé par voie maritime l'été et par voie aérienne l'hiver. Il dispose aussi d'une école ; afin de poursuivre leurs études secondaires et universitaires, les jeunes doivent déménager dans les villes de la côte ouest du Groenland.
À 40 km se trouve l'aéroport de Nerlerit Inaat.

## Jumelages
- Aalborg (Danemark) depuis 1963
- Dalvík (Islande)